# Lissonota rufescens
Lissonota rufescens är en stekelart som beskrevs av Heinrich Boie 1850. Lissonota rufescens ingår i släktet Lissonota och familjen brokparasitsteklar. Inga underarter finns listade i Catalogue of Life.